# Vhembe
Vhembe (englisch Vhembe District Municipality) ist ein Distrikt in der südafrikanischen Provinz Limpopo. Der Sitz der Distriktverwaltung befindet sich in Thohoyandou. Bürgermeister ist Nenguda Dowelani Alton.
Der Distriktname ist die Bezeichnung für den Fluss Limpopo in den Sprachen Xitsonga und Tshivenda.

## Gliederung
Die Distriktgemeinde wird von folgenden Lokalgemeinden gebildet:
- Collins Chabane
- Makhado
- Musina
- Thulamela

## Demografie
Gemäß der Volkszählung von 2011 war die Erstsprache zu 67,16 % Tshivenda, 24,82 % Xitsonga, 1,60 % Sepedi, 1,31 % Afrikaans, 1,06 % Englisch und 1,03 % Sesotho. Er hatte 1.294.722 Einwohner (Stand: 2022) und 1.393.949 in 2016 auf einer Gesamtfläche von 25.597 km².

## Nationalparks und Naturschutzgebiete
- Mapungubwe-Nationalpark
- 2009 wurde aus mehreren Gebieten mit einer Gesamtfläche von 3.010.100 Hektar die Vhembe Biosphere Reserve als UNESCO-Biosphärenreservat ausgewiesen.[6]